# Ghiacciaio Charity
Il Ghiacciaio Charity (in lingua inglese: Charity Glacier) è un ghiacciaio antartico situato sulla Penisola Rozhen, nell'Isola Livingston, nelle Isole Shetland Meridionali, in Antartide.
Drena i versanti sudoccidentali del St. Methodius Peak nei Monti Tangra e fluisce in direzione sudoccidentale verso la False Bay a nord della Barnard Point, tra Zagore Beach e Arkutino Beach.
La denominazione è stata assegnata nel 1958 dall'UK Antarctic Place-names Committee in onore del veliero Charity, al comando del capitano Charles H. Barnard, una delle tante imbarcazioni di cacciatori di foche statunitensi provenienti dalla città di New York, che avevano visitato le Isole Shetland Meridionali nel 1820–21, operando principalmente dallo Yankee Harbor, nell'Isola Greenwich. La Charity fece visita alle isole anche l'anno successivo.

## Localizzazione
Il punto mediano del ghiacciaio è posizionato alle coordinate 62°44′S 60°20′W. Mappatura britannica nel 1968, rilevazione topografica bulgara nel corso della spedizione Tangra 2004/05 e mappatura nel 2005 e 2009.

## Mappe
- L.L. Ivanov et al., Antarctica: Livingston Island and Greenwich Island, South Shetland Islands (from English Strait to Morton Strait, with illustrations and ice-cover distribution), 1:100000 scale topographic map, Antarctic Place-names Commission of Bulgaria, Sofia, 2005
- L.L. Ivanov.  Antarctica: Livingston Island and Greenwich, Robert, Snow and Smith Islands (JPG), su apcbg.org.. Scale 1:120000 topographic map. Troyan: Manfred Wörner Foundation, 2009. ISBN 978-954-92032-6-4